# Epiprinus siletianus
Epiprinus siletianus är en törelväxtart som först beskrevs av Henri Ernest Baillon, och fick sitt nu gällande namn av Léon Camille Marius Croizat. Epiprinus siletianus ingår i släktet Epiprinus och familjen törelväxter. Inga underarter finns listade i Catalogue of Life.